# Songs for Silent Movies
Albums de Something Corporate
Leaving Through The Window
(2002) North
(2003)
Songs for Silent Movies est un EP de Something Corporate paru le 27 mai 2003 au Japon uniquement. Il contient plusieurs morceaux des précédents albums qui n'étaient pas disponibles au Japon tels que : Little et Walking By (Audioboxer), Konstantine (Welcome To The Family), et Forget December (Fo' Shizzle St. Nizzle) ainsi qu'un titre acoustique et un live. Le CD contient également les clips de Punk Rock Princess et de I Woke Up In A Car ainsi que des vidéos live de Straw Dog et de Punk Rock Princess.

## Liste des titres
1. Punk Rock Princess – 3:43
2. Little – 4:52
3. Konstantine – 9:35
4. Walking by – 4:32
5. Forget December – 3:12
6. I Want to Save You (Acoustic) – 4:40
7. Straw Dog (Live in London) – 4:05